# 横浜市立山内小学校
横浜市立山内小学校（よこはましりつ やまうちしょうがっこう）は、神奈川県横浜市青葉区新石川一丁目にある公立小学校。

## 概要
通称は「やま小」。創立は1873年（明治6年）とかなり古い歴史を持ち、開校当時は前身の寺子屋観福寺に置かれる。1937年に現在の場所（当時は都筑郡山内村）に学校が置かれる。
学校の校章は欅から。現在は各学年、3から4クラスまであるが、以前は5組まであった。

## 学校行事
- 遠足
  - 1・2年生の遠足は、こどもの国や近くの公園に行く。
- 運動会
- 修学旅行（4年生から）
  - 高尾（4年生）、御殿場（5年生）、日光（6年生）

## 通学区域
- 横浜市青葉区
  - あざみ野南一丁目2～終りまで[1]
  - 美しが丘五丁目9～11、13～終りまで
  - 荏田北三丁目1-14～1-19まで
  - 荏田町14～30、92～96、119～142、200、223～301、306～312(国道246号線以西)、313～332、420、1,371～1,476
  - 新石川一丁目、二丁目14～16

## 著名な出身者
- 楠本泰史（プロ野球選手）　※6年生で転入
- 長谷川隼（プロサッカー選手）
- 松井裕樹（プロ野球選手）[2]